# (39621) 1994 PU4
(39621) 1994 PU4 est un astéroïde de la ceinture principale d'astéroïdes découvert en 1994.

## Description
(39621) 1994 PU4 a été découvert le 10 août 1994 à l'observatoire de La Silla, au Chili, par Eric Walter Elst.

### Caractéristiques orbitales
L'orbite de cet astéroïde est caractérisée par un demi-grand axe de 2,99 ua, un périhélie de 2,79 ua, une excentricité de 0,07 et une inclinaison de 2,35° par rapport à l'écliptique. Du fait de ces caractéristiques, à savoir un demi-grand axe compris entre 2 et 3,2 ua et un périhélie supérieur à 1,666 ua, il est classé, selon la JPL Small-Body Database, comme objet de la ceinture principale d'astéroïdes.

### Caractéristiques physiques
(39621) 1994 PU4 a une magnitude absolue (H) de 14,9 et un albédo estimé à 0,065.